# Añada pa un güeyu muertu
Añada pa un güeyu muertu es una novela en asturiano escrita por Adolfo Camilo Díaz en 1985, ganadora del Premio Xosefa Xovellanos. Se trata de un thriller crepuscular que iba a marcar a toda una generación de narradores asturianos. La novela, editada entonces por el Gobierno asturiano, tuvo una interesante acogida de crítica y público, y ha convertido a su autor (que volvería a ganar el premio en otras tres ocasiones) en un referente ineludible de la literatura asturiana contemporánea. Se trata de una novela inaugural para la literatura en asturiano: la es primera novela de Ciencia ficción y la primera con una lesbiana como protagonista. La lengua asturiana certificaba, de esa manera, que era apta para representar cualquier trama o sentimiento. La influencia de Añada pa un güeyu muertu, una novela que hizo que la literatura en asturiano entrara en la Segunda Generación del Surdimientu, ha sido reconocida con el paso de los años como una novela de culto de las letras asturianas.

## Argumento
La familia del ingeniero jefe de una central nuclear entretiene los ocios nocturnos viendo el televisor cuando un escape en la central nuclear -opción posible que no se confirma en la novela- «solidifica» los personajes catódicos que se escapen de las 625 líneas y empiecen a matar.

## Segunda edición
Suburbia Ediciones relanzó esta novela inaugural en 2011 con una edición donde el propio autor revisó el texto para limpiarlo de hiperasturianismos y expresiones usadas en la lengua literaria de aquel periodo pero extrañas para el lector actual. La edición se completó con un epílogo explicativo del autor y un prólogo de Xandru Fernández.
- Datos: Q13146779